# East Week
East Week is een populair Chinees tijdschrift uit Hongkong. Het is ook buiten Hongkong te koop. In Nederland zijn maar enkele winkels die deze wekelijkse tijdschrift verkopen. Deze worden vooral in Chinese supermarkten en winkels in Amsterdam Chinatown, Den Haag Chinatown en Rotterdam Chinatown verkocht. Het zit ook in het "Weekend pakket" van Sing Tao Daily.
East Week maakt nu deel uit van het bedrijf Sing Tao News Corporation. Vroeger was het van Oriental Press Group.